# Le tre rose di Eva
Le tre rose di Eva è una serie televisiva italiana prodotta dal 2012 al 2018 e trasmessa da Canale 5.

## Trama
Si tratta di un feuilleton a sfondo drammatico, con venature noir, rosa e thriller.
La vicenda è ambientata nella cittadina di Villalba e prende avvio dall'omicidio del noto imprenditore viticolo Luca Monforte. Dopo otto anni di reclusione, Aurora Taviani, ingiustamente accusata dell'omicidio di Luca, viene scarcerata e fa ritorno a casa. La storia narra la tormentata storia d'amore tra la protagonista e il suo grande amore, Alessandro Monforte, figlio di Luca e principale accusatore della ex fidanzata per l'omicidio. Tra intrighi, tradimenti e cospirazioni si dipanano le storie delle tre sorelle, Aurora, Tessa e Marzia. Le tre ragazze sono tutte figlie di Eva, amante di Luca Monforte scomparsa pochi giorni dopo il suo barbaro omicidio.

### Prima stagione
Aurora Taviani, la più piccola delle tre sorelle Taviani, dopo essere stata scarcerata va contro la volontà della sorella maggiore Marzia e decide di restare a Villalba, il paesino toscano dov'è nata. Lì ritrova la nonna Ottavia. Anche Marzia, per il bene della famiglia, rimarrà lì assieme a Tessa, la più ribelle delle sorelle. La scelta di Aurora la mette contro i fratelli Monforte, i figli di Luca: Riccardo, un prete che ha sempre creduto nell'innocenza della Taviani e che la aiuterà; Alessandro, secondogenito ed ex fidanzato di Aurora, che ora la odia; Edoardo ed Elena, d'accordo con Alessandro, Matteo, l'ultimogenito, che vive lontano da Villalba dove poi tornerà, e la madre dei Monforte e moglie di Luca, Livia. Alessandro, inoltre, sta per sposarsi con Viola, figlia del facoltoso imprenditore Ruggero Camerana, vecchio amico di Luca con cui condivideva un grande segreto. Mentre cerca di scoprire la verità sull'omicidio di Luca, Aurora si riavvicina ad Alessandro, cosa che, insieme allo stesso ritorno della Taviani, porta a galla antichi misteri. Inizia quindi una lunga serie di omicidi: Riccardo muore per mano di Nicola Corti, maresciallo corrotto, e la stessa fine fanno Monsignor Leonardo Krauss e Angela, la moglie di Corti, in passato amante del "diocesano"; Alessandro viene ferito in modo quasi mortale e anche Corti non è risparmiato. Il tutto per nascondere il più grande segreto di Villalba: le "Tre rose", la setta segreta di cui è a capo Ruggero Camerana. Eva, madre di Marzia, Aurora e Tessa, ex amante di Luca e scomparsa pochi giorni prima dell'omicidio di Monforte, torna per svelare alcuni misteri finché non viene uccisa da Edoardo. I sospetti per l'assassinio di Luca Monforte si concentrano su Ruggero Camerana, l'oscuro imprenditore pieno di segreti e coinvolto in ogni delitto, ma la vera mano assassina è invece quella di sua figlia Viola, ora moglie di Alessandro, che ha ucciso Luca perché, dopo averla messa incinta, non voleva il bambino e l'ha costretta all'aborto. Aurora e Alessandro paiono poter vivere il loro amore serenamente, ma Viola, fuggita in Svizzera, giura vendetta.

### Seconda stagione
Dopo mesi di attesa, Aurora dà alla luce la sua primogenita. La piccola viene chiamata Eva, in onore della madre di Aurora e delle sue sorelle, la maggiore Marzia e la minore Tessa. Alessandro Monforte, il padre della bambina, vive a Primaluce con le sue donne che ama di più: la sua compagna e sua figlia. Ma la nascita di Eva non è un solo un lieto evento, ma anche un motivo per ricordare l'odio che c'è stato fra i Monforte e i Taviani: Livia, mamma di Alessandro, si rifiuta di vedere sua nipote perché chiamata come la consuocera Eva, in passato amante di suo marito Luca. Edoardo è da una parte contento, dall'altra dispiaciuto, per la nascita di Eva. È ancora innamorato di Aurora, e confida alla madre di non riuscire a dimenticarla. Elena è da poco uscita dalla clinica in cui l'avevano ricoverata. Ma la sua follia la sta portando all'esasperazione. Non esce mai dalla sua stanza, rigorosamente chiusa a chiave, e invidia Aurora perché è diventata madre. La gelosia e la follia portano l'unica figlia femmina di Livia a introdursi a Primaluce, decisa a occuparsi di Eva. Ma Alessandro, impaurito dal modo morboso in cui la sorella si riferisce a sua figlia, la caccia via. Intanto il dottor Amedeo Torre, partito da Villalba quasi trent'anni prima, ritorna, con dietro la nuova, giovanissima moglie Veronica, e la figlia Elvira. I Torre comprano la bellissima tenuta di Pietrarossa. Chiusa da molto tempo, su quel castello girano delle oscure leggende, e tutti in paese, da Livia Monforte a Ottavia Taviani, sono spaventati dalla riapertuta di Pietrarossa. Intanto una notte, accade un fatto strano a Primaluce: Aurora è sola in casa con la figlia, Tessa che è in bagno e la nonna che dorme. E qualcuno rapisce la piccola Eva... I sospetti vanno da Elena Monforte a la stessa, disperata Aurora, che secondo Livia è in depressione post-partum. Nessuno può immaginare che dietro la scomparsa di quella bambina, si nasconda una persona che tutti credono morta: Viola Camerana. Nel frattempo, pare che Veronica Torre abbia a che fare con i segreti che si celano dietro a Pietrarossa. Il suo arrivo a Villalba non è casuale. Così come quello del parroco don Lorenzo, che condivide con lei un piano ai danni di Alessandro Monforte.

### Terza stagione
Aurora Gori torna a Villalba dopo tre anni per incontrare l'ex domestica dei suoi nonni. La ragazza, dopo aver incontrato l'amore della sua vita Alessandro, raggiunge il luogo dell'appuntamento con la donna e scompare. I carabinieri trovano un cadavere carbonizzato in una chiesa abbandonata dove si ergono simboli pagani e dove molti indizi portano a pensare che quel cadavere sia di Aurora. Se Marzia e Tessa sembrano essere ormai sconfortate, Alessandro si convince che la sua amata è viva ed in pericolo. Anche Ruggero crede che la figlia (che non ha accettato il riconoscimento di Camerana come padre) sia viva e insieme ai nipoti Massimo e Lorenzo si mette alla ricerca di Aurora. Ben presto le forze dell'ordine si convincono che l'assassino di Aurora sia suo marito Edoardo, nonché fratello di Alessandro. Camerana intanto minaccia l'antico giostraio della Confraternita: il giudice Savio. Mentre Veronica, uscita di galera è pronta a prendere i voti, Livia nel carcere vive in uno stato di insofferenza psichica e fisica. Edoardo viene ritrovato ferito nei pressi di Pietrarossa, ma l'uomo ha cancellato dalla sua memoria tutto ciò che ha vissuto negli ultimi tre anni. Nel frattempo compare una nuova figura, Davide, figlio di un'altra Gori (creduta morta ma invece viva), che nasconde tanti segreti nei quali è coinvolto anche il dottor Francesco Maniero, uno psicologo legato a una misteriosa setta.

### Quarta stagione
Aurora, che tutti credevano morta, torna dopo due anni a Villalba, generando stupore e sorpresa da parte di tutti. Non sarà facile riconquistare l'amore di Alessandro, il quale nel frattempo si è legato a Tessa, e della piccola Eva. A complicare ciò sarà la conoscenza di un affascinante e misterioso uomo, Fabio Astori, appartenente a una famiglia che nasconde segreti e opera contro Alessandro, che è da tutti loro ritenuto colpevole dell'omicidio del fratello di Fabio, Ivan. Nascono indagini per scoprire il vero assassino di Ivan e chi si è preso cura di Aurora negli ultimi due anni, facendo venire a galla verità inaspettate. 
Dopo varie disavventure Alessandro e Aurora convolano a nozze così da poter vivere, come tutti gli altri personaggi, una nuova vita.

## Episodi
| Stagione         | Episodi | Prima TV Italia |
| ---------------- | ------- | --------------- |
| Prima stagione   | 12      | 2012            |
| Seconda stagione | 14      | 2013            |
| Terza stagione   | 14      | 2015            |
| Quarta stagione  | 10      | 2017-2018       |

## Personaggi e interpreti
- Aurora Taviani/Gori-Camerana in Monforte (stagioni 1-4), interpretata da Anna Safroncik.
- Tessa Taviani in Camerana (stagioni 1-4), interpretata da Giorgia Würth.
- Marzia Taviani (stagioni 1-4), interpretata da Karin Proia.
- Alessandro Monforte (stagioni 1-4), interpretato da Roberto Farnesi.
- Edoardo Monforte (stagioni 1-4), interpretato da Luca Capuano.
- Ruggero Camerana (stagioni 1-4), interpretato da Luca Ward.
- Elena Monforte (stagioni 1-4), interpretata da Licia Nunez.
- Antonio Mancini (stagioni 1-4), interpretato da Giulio Pampiglione.
- Veronica Torre/Amanda (stagioni 2-4), interpretata da Euridice Axen.
- Laura Patrizi ex Sommariva (stagioni 1-3), interpretata da Elisabetta Pellini.
- Bruno Attali (stagioni 1-2), interpretato da Francesco Arca.
- Matteo Monforte (stagioni 1-3), interpretato da Rocco Giusti.
- Livia Monforte (stagioni 1-3), interpretata da Fiorenza Marchegiani.
- Eva Taviani (stagioni 1-2), interpretata da Barbara De Rossi.
- Ottavia Taviani (stagioni 1-2), interpretata da Paola Pitagora.
- Viola Camerana ex Monforte (stagioni 1-3), interpretata da Victoria Larchenko.
- Alfredo Scilla (stagioni 1-2), interpretato da Alfredo Pea.
- Giuseppe Ferentino (stagioni 1-3), interpretato da Gigi Savoia.
- Cesare Sommariva (stagioni 1-3), interpretato da Stefano Abbati.
- Nicola Corti (stagione 1), interpretato da Edoardo Sylos Labini.
- Angela Corti (stagione 1), interpretata da Sara D'Amario.
- Leonardo Krauss (stagione 1), interpretato da Paolo Maria Scalondro.
- Luca Monforte (stagione 1), interpretato da Mario Lucarelli.
- Riccardo Monforte (stagione 1), interpretato da Kaspar Capparoni.
- Sofia Rocchi in Attali (stagioni 1-2), interpretata da Edelfa Chiara Masciotta.
- Roberto Rocchi (stagione 1), interpretato da Alessandro Bassetti.
- Clelia Attali (stagioni 1-2), interpretata da Carolina Cetroli.
- Forlai (stagioni 1-2), interpretato da Fabrizio Giannini.
- Ivan (stagione 1), interpretato da Ettore D'Alessandro.
- Uberti (stagione 1), interpretato da Lorenzo Majnoni.
- Daniele Rinaldi (stagione 1), interpretato da Davide Paganini
- Manuele Giulio Terenzi (stagioni 1-2), interpretato da Bruno De Stephanis.
- Alberto Savio (stagioni 2-3), interpretato da Nino Castelnuovo.
- Eva Monforte (stagioni 2-4), interpretata da Giulia Baccini.
- Elisabetta "Bettina" (stagione 2), interpretata da Antonella Fattori.
- Amedeo Torre (stagione 2), interpretato da Mario Cordova.
- Elvira Torre (stagione 2), interpretata da Gaia Messerklinger.
- Don Lorenzo/Simone (stagione 2), interpretato da Simon Grechi.
- Lisandra Patrizi (stagione 2), interpretata da Carola Stagnaro.
- Amanda (stagione 2), interpretata da Karen Ciaurro.
- Sonia Grossi ex Sommariva (stagione 2), interpretata da Simona Borioni.
- Filippo Sommariva (stagioni 2-3), interpretato da Fabrizio Bucci.
- Andrea Sommariva (stagione 2), interpretato da Domenico Balsamo.
- Amina Maggio (stagioni 2-3), interpretata da Samya Abbary (st. 2) e da Gaia Scodellaro (st. 3).
- Rosa Gori (stagioni 2-3), interpretata da Sara Mollaioli.
- Isabella Dominici (stagione 3), interpretata da Sara Zanier.
- Pietro Carini (stagione 3), interpretato da Franco Castellano.
- Ranieri Gori/Ranieri Degli Innocenti (stagione 3), interpretato da David Sebasti.
- Francesco Maniero (stagione 3), interpretato da Tommaso Ragno.
- Enea Marra (stagione 3), interpretato da Simone Colombari.
- Sara Marra (stagione 3), interpretata da Martina Pinto.
- Massimo Camerana (stagione 3), interpretato da Alessandro Tersigni.
- Lorenzo Camerana (stagione 3), interpretato da Giuseppe Russo.
- Clarissa Moscato (stagione 3), interpretata da Serena Iansiti.
- Davide Gori (stagione 3), interpretato da Andrea Pittorino.
- Franco (stagione 4), interpretato da Beppe Convertini.
- Fabio Astori (stagione 4), interpretato da Fabio Fulco.
- Vittorio Astori (stagione 4), interpretato da Riccardo Polizzy Carbonelli.
- Carlo Astori (stagione 4), interpretato da Corrado Tedeschi.
- Lea Astori (stagione 4), interpretata da Daniela Poggi.
- Fiamma Astori in Monforte (stagione 4), interpretata da Gloria Radulescu.
- Ivan Astori (stagione 4), interpretato da Danilo Brugia.
- Lucrezia Farnese vedova Astori (stagione 4), interpretata da Laura Torrisi.
- Lucia Greco (stagione 4), interpretata da Antonietta Bello.
- Cristina Rontal/Ada del Mare (stagione 4), interpretata da Anna Favella.
- Pietro Soresi (stagione 4), interpretato da Claudio Corinaldesi.
- Capitano Defalco (stagione 4), interpretato da Riccardo Cesaretti.
- Dante (stagione 4), interpretato da Gilles Rocca.

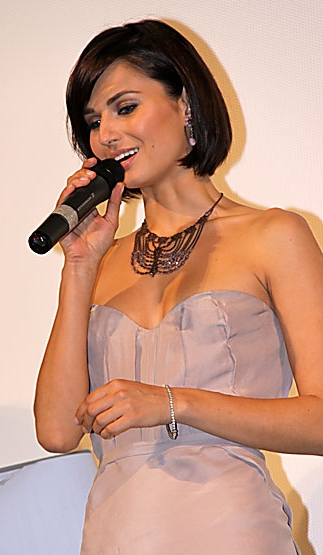
Anna Safroncik interpreta Aurora Taviani/Gori-Camerana in Monforte
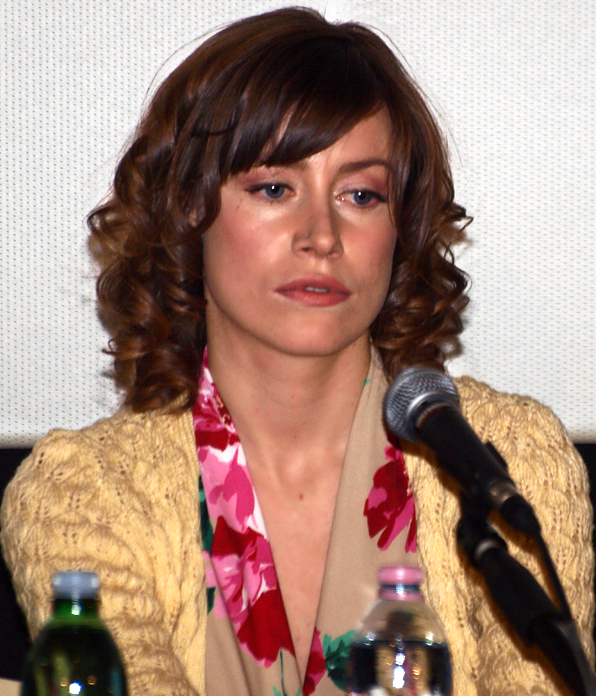
Giorgia Würth interpreta Tessa Taviani.
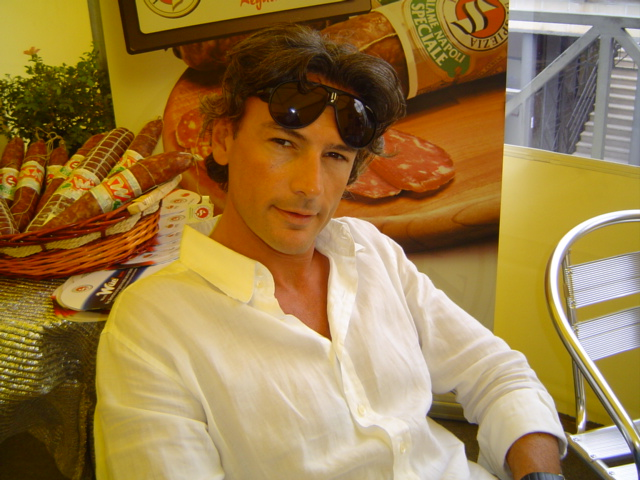
Roberto Farnesi interpreta Alessandro Monforte.
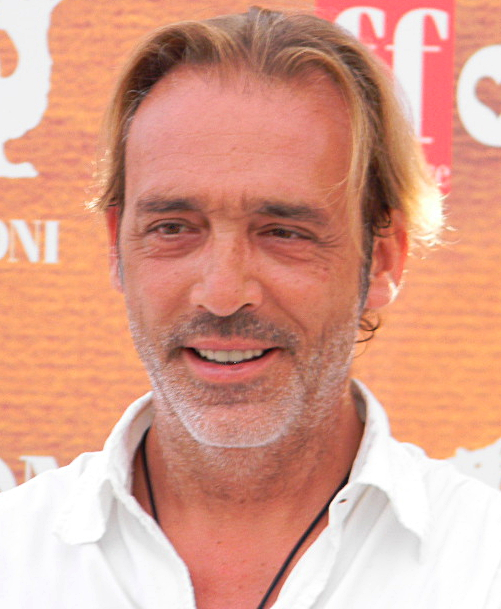
Luca Ward interpreta Ruggero Camerana.

## Produzione

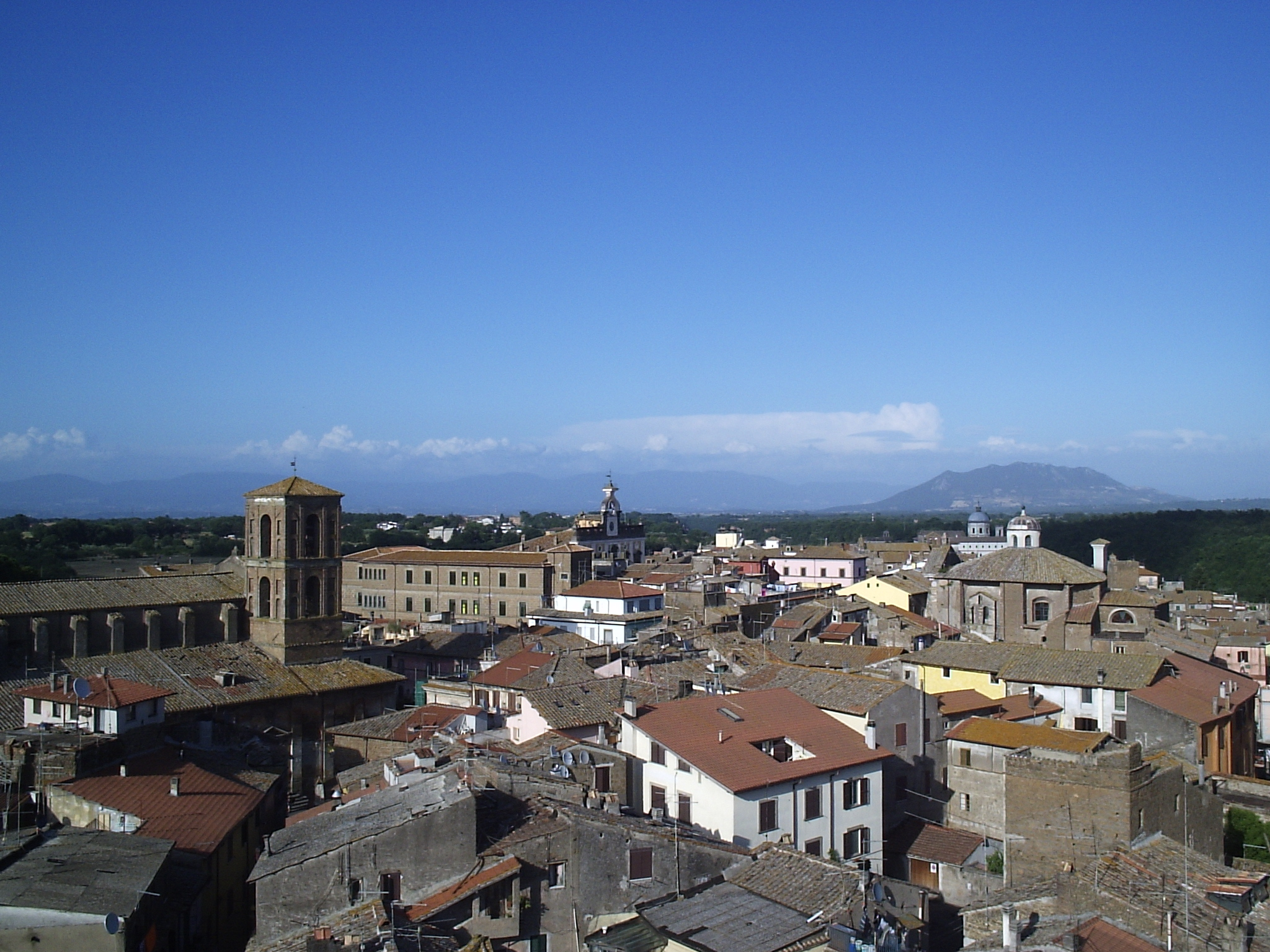
Nepi, che nella fiction rappresenta Villalba.

La fiction è prodotta da RTI, società posseduta interamente da Mediaset, ed è stata girata in Toscana, in Umbria e nei pressi del Lazio; le immagini del paese dall'alto e gli esterni del paese stesso sono state riprese a Nepi, Orvieto e Volterra. Casa di produzione nelle prime tre stagioni è stata Mediavivere, una società di Mediaset, mentre nella quarta stagione è stata Endemol Shine Italy.
Il regista Raffaele Mertes indica come fonti di ispirazione alcune serie statunitensi, soprattutto Falcon Crest con cui Le tre rose di Eva condivide lo sfondo delle vicende, ovvero un'azienda vitivinicola; tuttavia non mancano «echi di Dallas e Dynasty» o alla soap opera Beautiful per quanto concerne la rivalità tra famiglie, inoltre «c'è la fattoria di Tara in Via col vento e le lotte fra Capuleti e Montecchi».
Le riprese della prima stagione sono iniziate nel settembre del 2011 e terminate nel dicembre successivo.
La seconda stagione, girata a partire dalla primavera 2013, vede l'entrata nel cast di Euridice Axen, Antonella Fattori, Mario Cordova, Simona Borioni, Sara Mollaioli, Domenico Balsamo, Fabrizio Bucci, Simon Grechi e Gaia Messerklinger.
La terza stagione, le cui riprese sono iniziate il 28 agosto 2014 e terminate il 26 gennaio 2015, vede l'uscita di scena di Paola Pitagora, Barbara De Rossi, Mario Cordova, Simona Borioni, Domenico Balsamo, Francesco Arca, Edelfa Chiara Masciotta, Simon Grechi, Antonella Fattori, Alfredo Pea e Gaia Messerklinger. Tra le new entry ci sono Franco Castellano, Martina Pinto, Alessandro Tersigni, Tommaso Ragno, Sara Zanier, Serena Iansiti, Simone Colombari e Giuseppe Russo.
Le riprese della quarta stagione sono iniziate il 3 ottobre 2016 con il ritorno di Anna Safroncik e varie new entry tra cui Fabio Fulco, Corrado Tedeschi, Daniela Poggi, Laura Torrisi, Riccardo Polizzy Carbonelli e Anna Favella. Vede l'uscita di scena di Fiorenza Marchegiani, Franco Castellano, Sara Zanier, Martina Pinto, Victoria Larchenko, Tommaso Ragno, Serena Iansiti, Simone Colombari, Elisabetta Pellini, Stefano Abbati, Rocco Giusti, Gigi Savoia, David Sebasti, Fabrizio Bucci, Nino Castelnuovo e Alessandro Tersigni.

## Edizioni home video
L'edizione originale della prima stagione è stata racchiusa in quattro DVD-Video, ognuno da tre episodi, con allegato un cofanetto; la seconda, terza e quarta stagione sono racchiuse in cinque DVD.